# Protectoraat Beetsjoeanaland
Beetsjoeanaland (Engels: Bechuanaland) was een Britse kolonie in Zuidelijk Afrika. Het gebied, sinds 1885 formeel het protectoraat Beetsjoeanaland, werd in 1966 onafhankelijk onder de naam Botswana. 
Beetsjoeanaland betekent "land van de Beetsjoeana". Tegenwoordig schrijft men de naam van dit volk als "Batswana" of "Tswana".
In het begin bestond het gebied uit twee delen:  het zuidelijk deel dat een Britse kolonie was en het noordelijke deel dat de status van protectoraat had. De delen zijn in 1890 verenigd tot één gebied, maar in 1895 alweer gescheiden. Het noordelijke deel is het huidige Botswana terwijl het zuidelijke deel werd opgenomen in de kolonie Kaap de Goede Hoop. 
De getoonde kaart is deswege niet helemaal correct daar dit alleen het noordelijke deel aangeeft.